# Hans Solereder

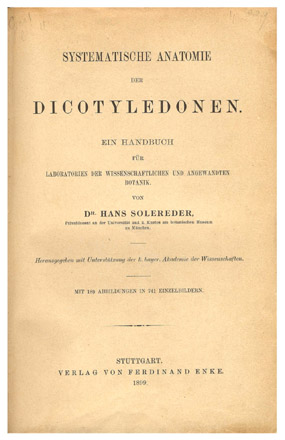
Frontespício da sua obra sobre as dicotiledóneas.

Hans Solereder (Munique, 11 de Setembro de 1860 —  Erlangen, 8 de Novembro de 1920) foi um botânico e professor universitário que se distinguiu na sistemática das Dicotyledoneae.

## Biografia
Hans Solereder estudou biologia a partir de 1880 na Universidade de Munique, sob Ludwig Adolph Timotheus Radlkofer, tendo obtido o  doutoramento em 1885. De 1886 a 1890 ele foi assistente, e de 1888 em diante tutor, no laboratório do Departamento de Botânica. Em 1890 foi nomeado curador do Museu Botânico de Munique. Em 1899 foi nomeado professor associado e em 1901 Professor catedrático  de Botânica na Universidade de Erlangen, onde também foi director do Jardim Botânico.
Solereder realizou expedições de exploração botânica ao Texas, Califórnia e ao Yellowstone National Park. Editou a sua principal obra, uma revisão sistemática das Dicotyledoneae, de acordo com o sistema de classificação proposto por Ludwig Adolph Timotheus Radlkofer.
Para identificar os taxa criados por Solreder, é utilizada a abreviatura de autor é Soler. quando citando um nome botânico.

## Obras publicadas
Hans Solreder é autor, entre outras obras, das seguintes monografias:
- (1908): Systematische Anatomie der Dicotyledonen: Ein Handbuch für Laboratorien der wissenschaftlichen und angewandten Botanik - Stuttgart : Enke
- (1885): Über den systematischen Wert der Holzstructur bei den Dicotyledonen. (Dissertation)